# Len Hutton
Len Hutton, född 13 april 1908, död 29 september 1976, var en friidrottare från Kanada. Han deltog vid olympiska sommarspelen 1932.